# Lomnička (Słowacja)
Lomnička – wieś (obec) na Słowacji w kraju preszowskim, powiecie Lubowla. Pierwsza wzmianka pisemna o miejscowości pochodzi z roku 1294. Około 99% mieszkańców wsi to etniczni Romowie.